# Глазман, Мордехай
Мордехай Глазман (1966 г., Израиль) — раввин еврейского движения «Хабад Любавич» в Латвии.

## Биография
Мордехай Глазман родился в Израиле. Образование получил в Америке. Окончил Израильский религиозный университет. В 1992 году приехал в Ригу как представитель фонда «Ор-Авнер» (с центром в Москве) и образовательного центра «Мерказ-Леиньяней-Хинух» (центр в Нью-Йорке). В Риге основал школу, детский сад и фирму Iudaika, кафе «ЛеХаим».. Имеет Американское и Израильское гражданство.
С 2004 по 2017 гг. — раввин Рижской синагоги. В марте 2017 года Мордехай Глазман покинул Рижскую синагогу.
Имеет 12 детей: 5 мальчиков и 7 девочек, супруга: Ривка Глазман